# Domingo Fernández Vinjoy
Domingo Fernández-Vinjoy y Pérez de Trío (Castropol, 12 de mayo de 1828- Oviedo, 11 de abril de 1897) Religioso y filántropo católico asturiano, fundador de la Fundación Padre Vinjoy.

## Reconocimientos
El Ayuntamiento de Oviedo rindió un homenaje a Domingo Fernánez Vinjoy en septiembre de 1950, inaugurando un busto del mismo,en la puerta del edificio donde se encontraba la Fundación creada por él; busto que fue trasladado a principios del siglo XX al edificio del Cristo. En el año 2000, fue trasladado como las instalaciones del  asilo a la Avenida de los Monumentos, junto al Monte Naranco.
La escultura, que está  hecha en bronce, es obra de Covadonga Romero Rodríguez.
En 2010 el Ayuntamiento de Castropol le rindió un caluroso homenaje, y se editó el libro Vinjoy, su vida y su obra. Además, en la iglesia del pueblo se descubrió una placa que recuerda su gran beneficencia. Fue retratado también por Augusto Junquera, en un lienzo propiedad de Cajastur, que lleva por título Enseñar al que no sabe. Además de ello, se le concedió su nombre a una calle en Oviedo.